# Warnemünde (traghetto)
La Warnemünde era una nave traghetto costruita nel 1963 nella Repubblica Democratica Tedesca. Dal 1996 al 2002 prestò servizio col nome di Admiral per la TR.I.S..

## Servizio
Varata nel 1962 con il nome di Warnemünde, a partire dall'anno successivo la nave fu utilizzata dalla compagnia ferroviaria statale della Repubblica Democratica Tedesca, la Deutsche Reichsbahn, per trasportare vagoni ferroviari tra i porti di Gedser, in Danimarca, e di Warnemünde. Fino al 1973, in inverno la nave fu invece impiegata su un collegamento tra Trelleborg, in Svezia, e Sassnitz. In seguito la Warnemünde rimase sempre sulla rotta alla quale era stata destinata in origine, con l'eccezione di un paio di brevissimi periodi, rimanendo in servizio anche dopo la caduta del Muro di Berlino e la conseguente disgregazione della RDT. Le uniche interruzioni nel servizio si verificarono nel 1975 e nel 1992, dopo che il traghetto aveva riportato leggeri danni in seguito a collisioni con il molo.

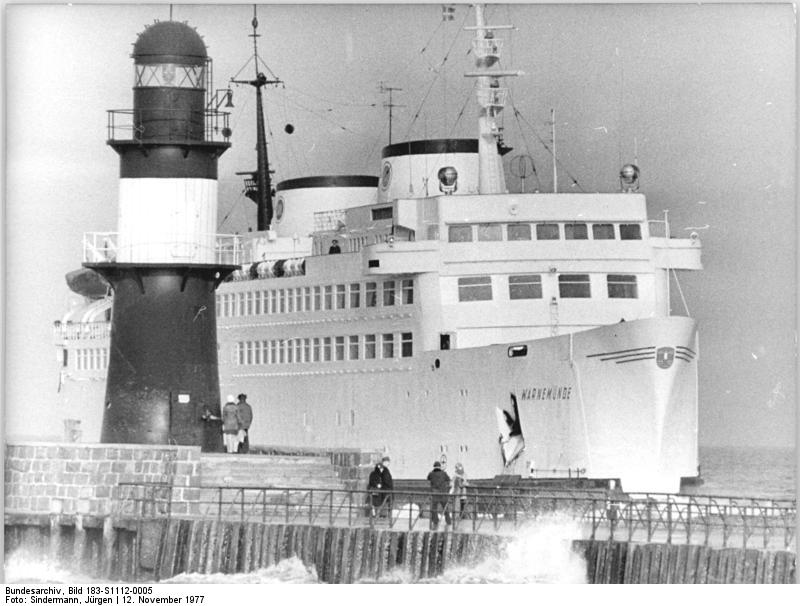
Il traghetto in arrivo a Warnemünde, 1977

Dopo la riunificazione della Germania la Warnemünde fu gestita, insieme alle altre navi appartenenti alla Deutsche Reichsbahn, dall'appena fondata DFO (Deutsche Fährgesellschaft Ostsee). Dal gennaio 1994 il traghetto non trasportò più vagoni ferroviari, data la maggiore comodità dell'approdo di Rostock, sul quale erano impiegate altre navi. Nel 1995, infine, la nave fu posta in disarmo e messa in vendita, venendo comprata, nel gennaio 1996, dalla TR.I.S. dell'armatore napoletano Nicola Parascandolo per circa quattro milioni di dollari statunitensi. Rinominata Admiral, la nave entrò in servizio nell'estate del 1996 su una linea tra Genova, Palau e Porto Vecchio, dopo essere stata leggermente ristrutturata.
Nell'inverno tra il 1998 e il 1999 fu utilizzata per compiere alcune crociere tra Genova, Barcellona e Palma di Maiorca; ritornata ai collegamenti con la Sardegna, l'8 settembre 2000 si incagliò nel porto di Palau a causa del forte vento, senza conseguenze per passeggeri ed equipaggio e riportando danni limitati allo scafo. Nel 2001 aprì la nuova linea La Spezia - Palau - Porto Vecchio, ma nel 2002, dopo il fallimento della compagnia, fu posta in disarmo a Genova e messa in vendita dal Tribunale Fallimentare di Genova.
Non essendo stato trovato nessun acquirente, la Admiral fu venduta per demolizione in Turchia, arrivando sulle spiagge di Aliağa nel marzo del 2003.